# Foncourt
Foncourt est un hameau de la commune belge de Braives située en Région wallonne dans la province de Liège.
Avant la fusion des communes de 1977, Foncourt faisait partie de la commune de Fumal.

## Situation
Ce hameau de Hesbaye est le prolongement oriental du village de Fumal duquel il est séparé par la Mehaigne. Il est implanté sur la rive gauche de la rivière ainsi que sur ses versants sud et est. Une route mème au village de Warnant situé 3 km à l'est.

## Patrimoine
L'ancienne ferme de Foncourt, située au-dessus du hameau.
La petite chapelle ouverte, bâtie en brique.